# 珠海公交20路线
珠海公交20路线，是中华人民共和国广东省珠海市内一条公共汽车路线，往来吉大总站及上冲总站。

## 线路简介
- 珠海公交20路线由珠海公交巴士有限公司（原珠海市公共汽车公司）吉大分公司营运。
- 服务时间：吉大总站开出：06:10至22:20；上冲总站开出：06:20至21:40。
- 班次间隔：平均10-12分钟。
- 每日发班：87.5班。

## 历史
- 20路线于1995年由珠海市公共汽车公司开通。初期行駛路線爲“吉大总站—柠溪”，该线路采用广州牌GZK6100GA型公共汽车运行，實行無人售票制，全程1元。[2]
- 1999年，该线路增设“空调车”服务，“空调车”班次由当时该司新购入的常州长江CJ6100型空调自动排挡公共汽车运行，票价2元/位。“普通车”班次与“空调车”班次呈梅花间竹式交替运行。同年为配合圆明新园旅游业发展，本线路经板樟山隧道、兰埔路后改由“圆明新园”始发。[2]
- 2000年，该线路“普通车”改为常州长江CJ6100G1C3H型自动挡客车运行。
- 2003年，三台石路建成通车，为更加方便暨南大学珠海校区学生往返市区，该线路改经翠微东路、三台石路，到达首末站“前山”，不再以“圆明新园”作為首末站。增停“武警支队”、“卓雅花园”、“暨大北门”、“暨南大学”等4个站点。
- 2004年，该线路首末站调整至“翠花苑”站，双向增停“凤山工业城”、“翠峰街口”、“杏花苑”等3个站点，取消“暨南大学”、“前山”2个站点。
- 2005年，珠海公汽上调票价，该线路普通车票价调整为1.5元/人，空调车票价调整为2.5元/人，同时启动普通卡、学生卡乘车优惠。
- 2008年，本线路全线更换为郑州宇通ZK6108HGB型巴士（普通车、空调车共13台）参与运营。同年9月因吉大景乐路中医院路段、吉大路免税商场路段实施单行，本线路由“吉大总站”发车后走海滨南路、园林路再回到原行驶路线；返程车辆按原行驶路线行至吉大路景乐路口后，改直行为右转走景乐路、园林路、海滨南路后回到“吉大总站”。调整后增加“信海大厦”双边站、“海滨南”双边站和“中医院”西侧站，取消经停“免税商场”双边站和“中医院”东侧站。[3]
- 2010年10月1日，8台一汽太湖CA6100URE80型纯电动公交车在20路上正式试运行，此线路为全广东省第一条纯电动公交线路[4]。
- 2011年，本线路投入一汽太湖CA6100URE80、珠海广通GTQ6117BEVB型纯电动公交车（2台）。同年6月28日珠海公交对旗下所有巴士线路票价进行调整，该线路空调车票价调整为2元/人，普通车票价维持不变。
- 2011年12月，该线路开通岭南通刷卡服务。
- 2012年11月15日，受原“翠花苑”总站调头处存在安全隐患影响，本路线往“翠花苑”方向不经停“凤山工业城”、“招商花园城”站，增停“世邦家居世界”单边站；返程线路不变。
- 2013年8月，本线路终点站“翠花苑”延伸至“上冲总站”，增停“凤山工业城”、“招商花园城”、健华医院”、“恒隆学校”(往“吉大总站”方向单边停靠)、“上冲”、“翠屏路”等站，撤销“世邦家居世界”、“翠花苑”站。[5]
- 2015年6月27日，该线路派車全部更換為珠海廣通GTQ6105BEVB2純電動巴士。
- 2020年3月22日，珠海公交20路往上冲总站方向：由“吉大总站”始发后，临时调整行驶海滨路，接回“海滨公园”站后按原线运行；临时取消“海滨南”、“信海大厦”、“园林西”、“吉大”、“九洲城”站，返程不变，并实施往吉大总站方向的“中医院”、“信海大厦”、“海滨南”到“吉大总站”的免费接驳服务。12月30日，珠海公交20路往吉大总站方向单向取消停靠“翠屏路”站。
- 2023年5月13日，珠海公交20路大部分配车更换为广通GTQ6116BEVB30。